# Sérvia nos Jogos Olímpicos de Inverno de 2014
A Sérvia participou dos Jogos Olímpicos de Inverno de 2014, realizados na cidade de Sóchi, na Rússia. Foi a segunda aparição como país independente em Jogos de Inverno.

## Desempenho

### Biatlo
Masculino
| Atleta           | Evento     | Tempo   | Penalties   | Pos. |
| ---------------- | ---------- | ------- | ----------- | ---- |
| Milanko Petrović | Individual | 56:45.4 | 6 (1+2+0+3) | 69º  |
| Milanko Petrović | Velocidade | 27:08.2 | 3 (1+2)     | 69º  |

### Bobsleigh
Masculino
| Atletas                          | Evento | Final      | Final      | Final       | Final       | Final       | Final       |
| Atletas                          | Evento | 1ª corrida | 2ª corrida | 3ª corrida  | 4ª corrida  | Total       | Pos.        |
| -------------------------------- | ------ | ---------- | ---------- | ----------- | ----------- | ----------- | ----------- |
| Aleksandar Bundalo Vuk Rađenović | Duplas | 58.31      | 58.56      | Não avançou | Não avançou | Não avançou | Não avançou |

### Esqui alpino
Feminino
| Atleta            | Evento         | Corrida 1 | Corrida 2 | Total   | Pos. |
| ----------------- | -------------- | --------- | --------- | ------- | ---- |
| Nevena Ignjatović | Slalom         | DNF       | DNF       | DNF     | DNF  |
| Nevena Ignjatović | Slalom gigante | 1:22.14   | 1:20.32   | 2:42.46 | 28º  |

Masculino
| Atleta          | Evento         | Corrida 1 | Corrida 2 | Total   | Pos. |
| --------------- | -------------- | --------- | --------- | ------- | ---- |
| Marko Vukićević | Slalom         | DNF       | DNF       | DNF     | DNF  |
| Marko Vukićević | Slalom gigante | DNF       | DNF       | DNF     | DNF  |
| Marko Vukićević | Super-G        |           |           | 1:23.88 | 48º  |

### Esqui cross-country
Feminino
| Atleta          | Evento         | Final   | Final |
| Atleta          | Evento         | Total   | Pos.  |
| --------------- | -------------- | ------- | ----- |
| Ivana Kovačević | 10 km clássico | 45:21.3 | 75º   |

Masculino
| Atleta           | Evento           | Qualificatória | Qualificatória | Quartas-de-final | Quartas-de-final | Semifinal   | Semifinal   | Final       | Final       |
| Atleta           | Evento           | Tempo          | Pos.           | Tempo            | Pos.             | Tempo       | Pos.        | Tempo       | Pos.        |
| ---------------- | ---------------- | -------------- | -------------- | ---------------- | ---------------- | ----------- | ----------- | ----------- | ----------- |
| Milanko Petrović | 15 km clássico   |                |                |                  |                  |             |             | 46:42.2     | 77º         |
| Milanko Petrović | Largada coletiva |                |                |                  |                  |             |             | 1:53:35.1   | 50º         |
| Milanko Petrović | Velocidade       | 3:50.20        | 63º            | Não avançou      | Não avançou      | Não avançou | Não avançou | Não avançou | Não avançou |
| Rejhan Šmrković  | 15 km clássico   |                |                |                  |                  |             |             | DNF         | DNF         |
| Rejhan Šmrković  | Velocidade       | 4:02.28        | 76º            | Não avançou      | Não avançou      | Não avançou | Não avançou | Não avançou | Não avançou |

### Snowboard
Feminino
| Atleta     | Evento                  | Preliminar | Preliminar | Oitavas          | Quartas          | Semifinal        | Final            | Final       |
| Atleta     | Evento                  | Tempo      | Pos.       | Adversário Tempo | Adversário Tempo | Adversário Tempo | Adversário Tempo | Pos.        |
| ---------- | ----------------------- | ---------- | ---------- | ---------------- | ---------------- | ---------------- | ---------------- | ----------- |
| Nina Micić | Slalom gigante paralelo | 2:04.94    | 27         | Não avançou      | Não avançou      | Não avançou      | Não avançou      | Não avançou |
| Nina Micić | Slalom paralelo         | 1:08.07    | 31º        | Não avançou      | Não avançou      | Não avançou      | Não avançou      | Não avançou |

Legenda
| Recorde mundial      | Recorde mundial (World record)               |                       | Recorde africano                      | Recorde africano (African) |                                           | Q | Classificado por posição (Qualified) |
| Recorde olímpico     | Recorde olímpico (Olympic record)            | Recorde da América    | Recorde da América (Americas)         | q                          | Classificado por melhor tempo (Qualified) |   |                                      |
| Melhor marca do ano  | Melhor marca do ano (World leading)          | Recorde asiático      | Recorde asiático (Asian)              | DNS                        | Não largou (Did not start)                |   |                                      |
| Recorde nacional     | Recorde nacional (National record)           | Recorde europeu       | Recorde europeu (European)            | DNF                        | Não terminou (Did not finish)             |   |                                      |
| Recorde pessoal      | Recorde pessoal do atleta (Personal best)    | Recorde da Oceania    | Recorde da Oceania (Oceania)          | DSQ / DQ                   | Desclassificado (Disqualified)            |   |                                      |
| Recorde da temporada | Recorde da temporada do atleta (Season best) | Recorde sul-americano | Recorde sul-americano (South America) | NM                         | Sem marca (No mark)                       |   |                                      |